# Wysokie (gmina w województwie poznańskim)
Wysokie – dawna gmina wiejska istniejąca do 1954 roku w woj. łódzkim i poznańskim. Siedzibą władz gminy było Wysokie.
W okresie międzywojennym gmina Wysokie należała do powiatu konińskiego w woj. łódzkim. 1 kwietnia 1938 roku gminę wraz z całym powiatem konińskim przeniesiono do woj. poznańskiego.
Po wojnie gmina zachowała przynależność administracyjną. Według stanu z dnia 1 lipca 1952 roku gmina składała się z 11 gromad: Barce, Borki, Brzózki, Drążek, Konstantynów, Ksawerów, Milin, Pąchów, Podgór, Wielany i Wysokie.
Jednostka została zniesiona 29 września 1954 roku wraz z reformą wprowadzającą gromady w miejsce gmin. Po reaktywowaniu gmin z dniem 1 stycznia 1973 roku gminy Wysokie nie przywrócono, a jej dawny obszar wszedł w skład gminy Kramsk.